# Запереводское
Запереводское (укр. Запереводське) — село в Прилукском районе Черниговской области Украины. Население — 25 человек. Занимает площадь 0,513 км².
Код КОАТУУ: 7424180603. Почтовый индекс: 17594. Телефонный код: +380 4637.

## География
Расстояние до районного центра:Прилуки : (27 км.), до областного центра:Чернигов ( 140 км. ), до столицы:Киев ( 121 км. ), до аэропортов:Борисполь (93 км.). Ближайшие населенные пункты: Белошапки и Козин 1 км, Лукомщина 5 км.

## Власть
Орган местного самоуправления — Белошапковский сельский совет. Почтовый адрес: 17594, Черниговская обл., Прилукский р-н, с. Белошапки, ул. Центральная, 15.